# Тайхман, Людвиг
Людвиг Тайхман (нем. Ludwig Teichmann; 14 мая 1909, Ильцен, Германская империя — 24 января 1947, Белград, Югославия) — оберштурмбаннфюрер СС, командир айнзацгруппы E в Хорватии.

## Биография
Людвиг Тайхман родился 14 мая 1909 года в семье учителя средней школы. В 1927 году окончил гимназию в Ильцене, получив аттестат зрелости. Тайхман изучал право в университетах Мюнхена, Берлина и Гёттингена. В 1930 году прервал обучение и стал работать агрономом.
В июне 1929 года вступил в НСДАП (билет № 134523) и СС (№ 1789). В мае 1935 года стал начальником главного отделения в штабе главного управления СС по делам расы и поселения. В сентябре 1936 года получил звание оберштурмбаннфюрера СС. В июне 1938 года был переведён в главное управление СД, а потом в секцию СД во Франкфурте-на-Одере. Затем был откомандирован в айнзацгруппу «Сербия» и в ведомство полиции безопасности и СД в Белграде. С июля 1941 по июль 1944 года возглавлял отдел СД в Белграде. С апреля 1942 года был заместителем командира полиции безопасности и СД в Белграде. Впоследствии был назначен командиром полиции безопасности и СД во Фландрии со штаб-квартирой в Брюсселе. С 25 сентября по 20 октября 1944 года возглавлял зондеркоманду особого назначения № 27 в Восточной Словакии.

### После войны
По окончании войны был арестован и 22 декабря 1946 года югославским высшим военным трибуналом в Белграде приговорён к смертной казни через повешение. 24 января 1947 года приговор был приведён в исполнение.